# Crassula capitella
Crassula capitella es una especie de planta suculenta perteneciente a la familia Crassulaceae, originaria de Sudáfrica.

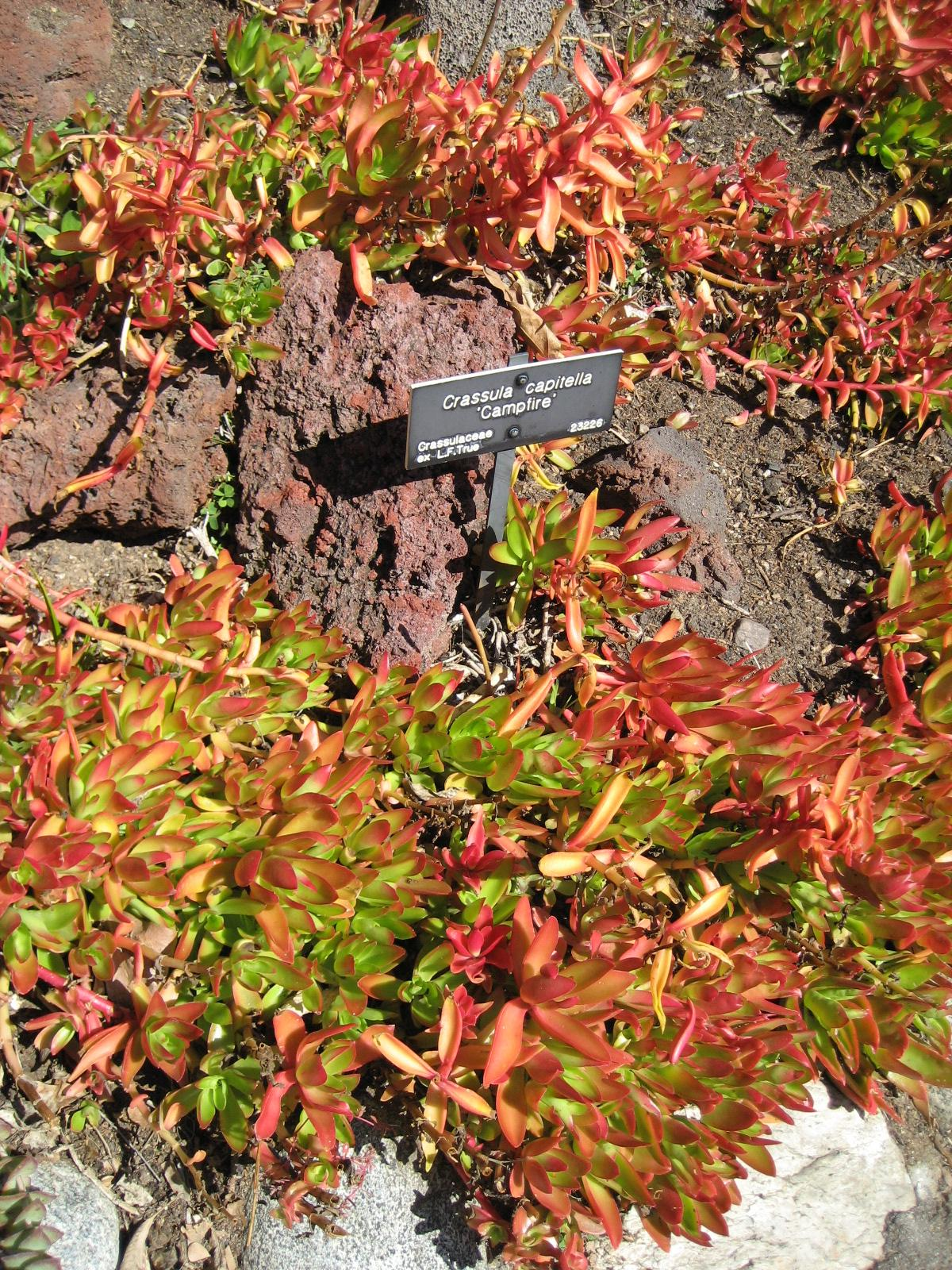
En su hábitat

## Descripción
Es una planta bienal, un arbusto enano con hojas suculentas que alcanza un tamaño de  0.4 m de altura, a una altitud de 50 - 1700 metros en Sudáfrica.

## Taxonomía
Crassula capitella fue descrita por Carl Peter Thunberg y publicado en Acta Physico-Medica Academiae Caesareae Leopoldino-Carolinae Naturae Curiosorum 6: 330. 1778.
Etimología
Crassula: nombre genérico que deriva del término latino crassus que significa grueso y se refiere a que las especies tienen hojas suculentas.
capitella: epíteto latino que significa "con pequeña cabeza".
Variedades
- Crassula capitella subsp. capitella
- Crassula capitella subsp. meyeri (Harv.) Toelken
- Crassula capitella subsp. thyrsiflora (Thunb.) Toelken

Sinonimia:
- Crassula albanensis Schönland
- Crassula capitellata DC.
- Crassula impressa (Haw.) D.Dietr.
- Crassula paniculata (Haw.) D.Dietr.
- Crassula rufopunctata Schönland
- Crassula spicata Thunb.
- Crassula subbifera Schönland
- Globulea impressa Haw.
- Globulea paniculata Haw.
- Purgosea capitellata Sweet
- Purgosea spicata G.Don
- Turgosea capitella Haw.[5]